# Haverholme Priory (parish)
Haverholme Priory var en civil parish från 1858 till 1931 då den blev en del av Ewerby and Evedon, i grevskapet Lincolnshire, i England. Civil parish var belägen 5 km från Sleaford och hade 22 invånare år 1921.